# Compagnie des Suisses de Monsieur le comte d'Artois
La Compagnie des Suisses de Monseigneur le Comte d'Artois est une compagnie de gardes suisses, créée en 1773 pour le futur Charles X.

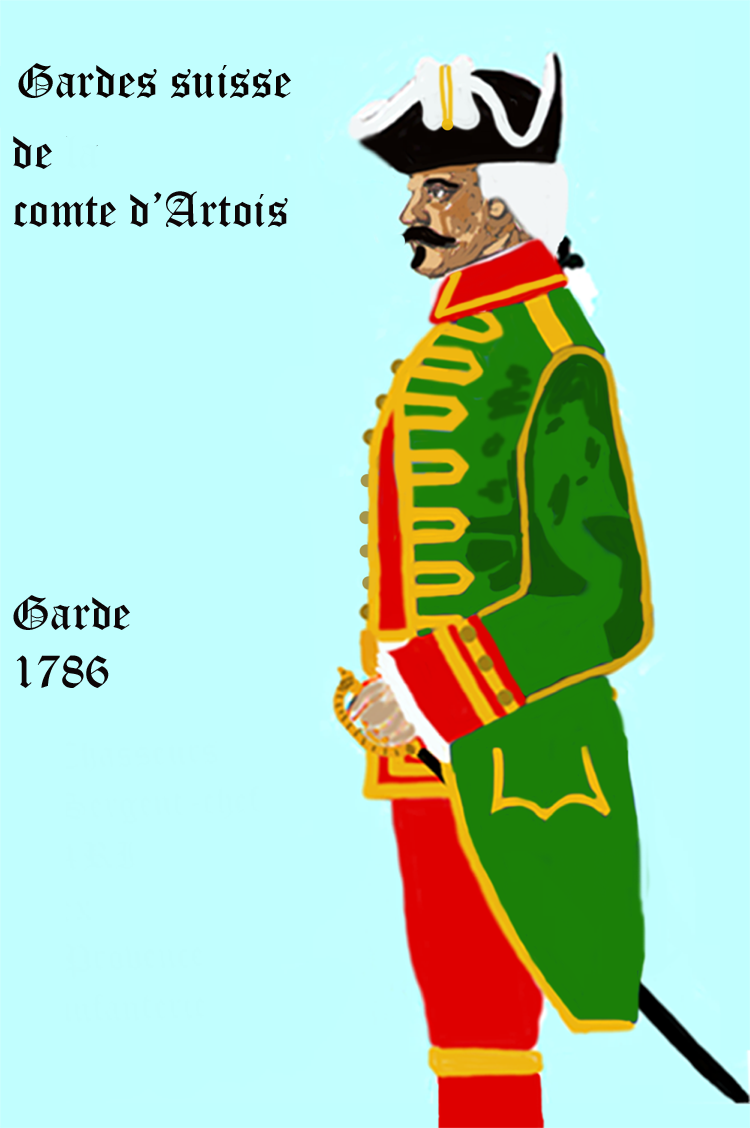
Gardes de Monsieur le comte d'Artois

## Avant 1789

### La création de la compagnie

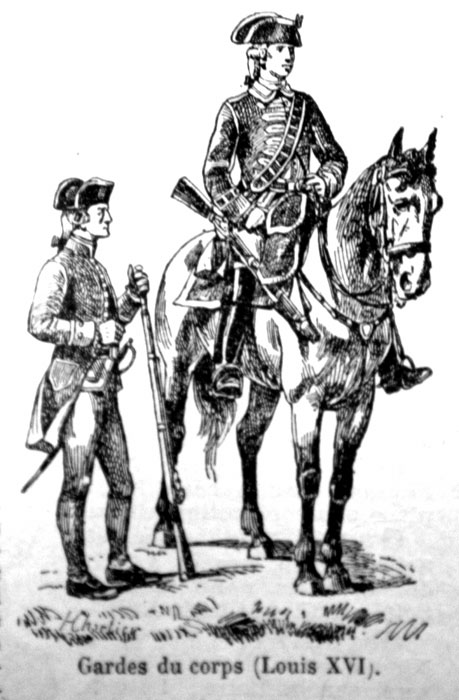
Ses gardes du corps portent presque le même uniforme que les gardes du corps de Louis XVI, mais les habits sont verts aux parements amarante.

En 1771 et 1773, Louis XV crée deux compagnies de gardes suisses pour deux de ses petits-fils. Le plus jeune, comte d'Artois, n’obtient ses gardes de la porte qu’en 1778. Ses gardes suisses sont 54 en 1780. C’est une unité d’infanterie, mais il dispose aussi d’une unité de 124 gardes du corps qui sont des cavaliers et des Français.
Pour devenir garde du corps, il faut être officier, d'âge mur, avoir une taille de 5 pieds et 5 pouces minimum, être vigoureusement constitué, bien facé, et gentilhomme, c'est-à-dire d’une famille vivant de son revenu ou tout au moins hors du commun. Les officiers appartiennent obligatoirement à la grande noblesse. Le roi étant le capitaine des gardes du corps, Louis Groult des Rivières, capitaine dans son ancien régiment devient simple brigadier de la garde du comte d'Artois, qui en est le simple capitaine. Les grades dans ces compagnies sont complètement différents de ceux des régiments de ligne ou provinciaux.

### Marat

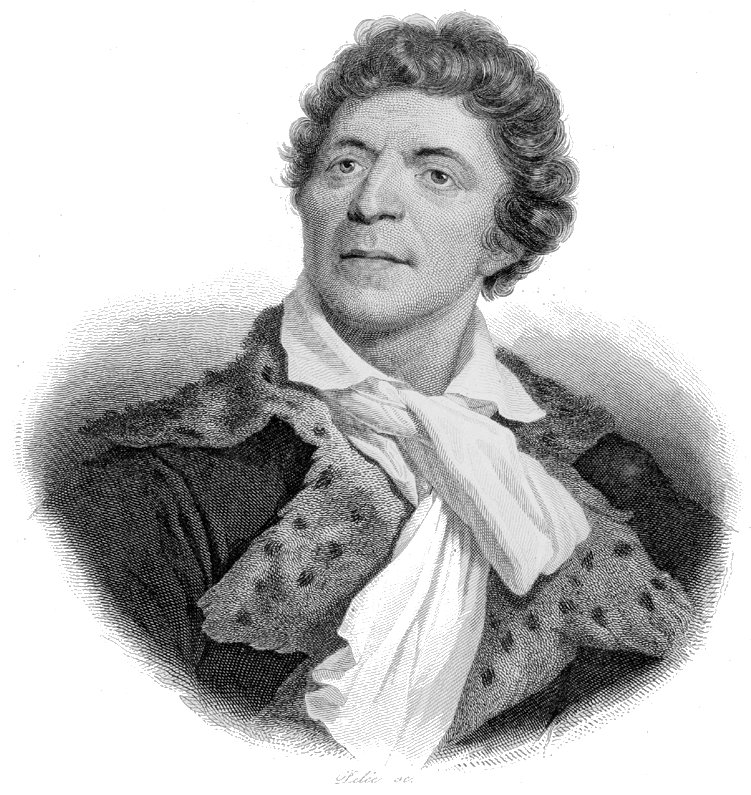
Jean-Paul Marat gravure du XIXe siècle d'après le portrait de Joseph Boze

Les soldes sont nettement plus importantes que dans un régiment provincial ou de ligne et les avantages sont nombreux, notamment les indemnités pour la table et le logement. Les soins médicaux sont également gratuits. Ses officiers sont jeunes et de bonne constitution, et rarement malades. Le médecin qui le soigne, un certain Jean-Paul Marat, est le onzième médecin de la maison du comte d'Artois. Il soigne aussi des patients parisiens, très souvent nobles. Ses  appointements sont pour l’heure de 2 000 livres par an, ce qui correspond à la solde d’un capitaine à son arrivée dans le corps pour la table et le logement. Marat doit veiller sur la bonne santé de quelque 300 gardes du corps. Il ne loge pas à Versailles qui est pourtant une ville où il fait bon vivre surtout pour les officiers du roi. Au château la reine permet aux officiers des gardes du corps d’être présents à toutes les fêtes de la cour. Jusqu’ici ceux-ci n’étaient pas jugés dignes d’y participer par des princesses ou des reines, qui la nuit venant les attiraient souvent dans leurs chambres.
Sa maison compte parfois 460 personnes, dont les gardes qui sont à ses couleurs. Le prince sait s’entourer de gens talentueux. Le futur commandant  des gardes, Groult des Rivières,  qui a servi Stanislas Leszczynski à Nancy, retrouve comme directeur de la musique son ami  Jean-Paul-Égide Martini  (1741-1816), l'auteur de la très populaire chanson  Plaisir d'amour. Lui aussi, très jeune, en 1760, avait commencé par se mettre au service de Stanislas Leszczynski.

### Des gardes de deuxième classe nobles

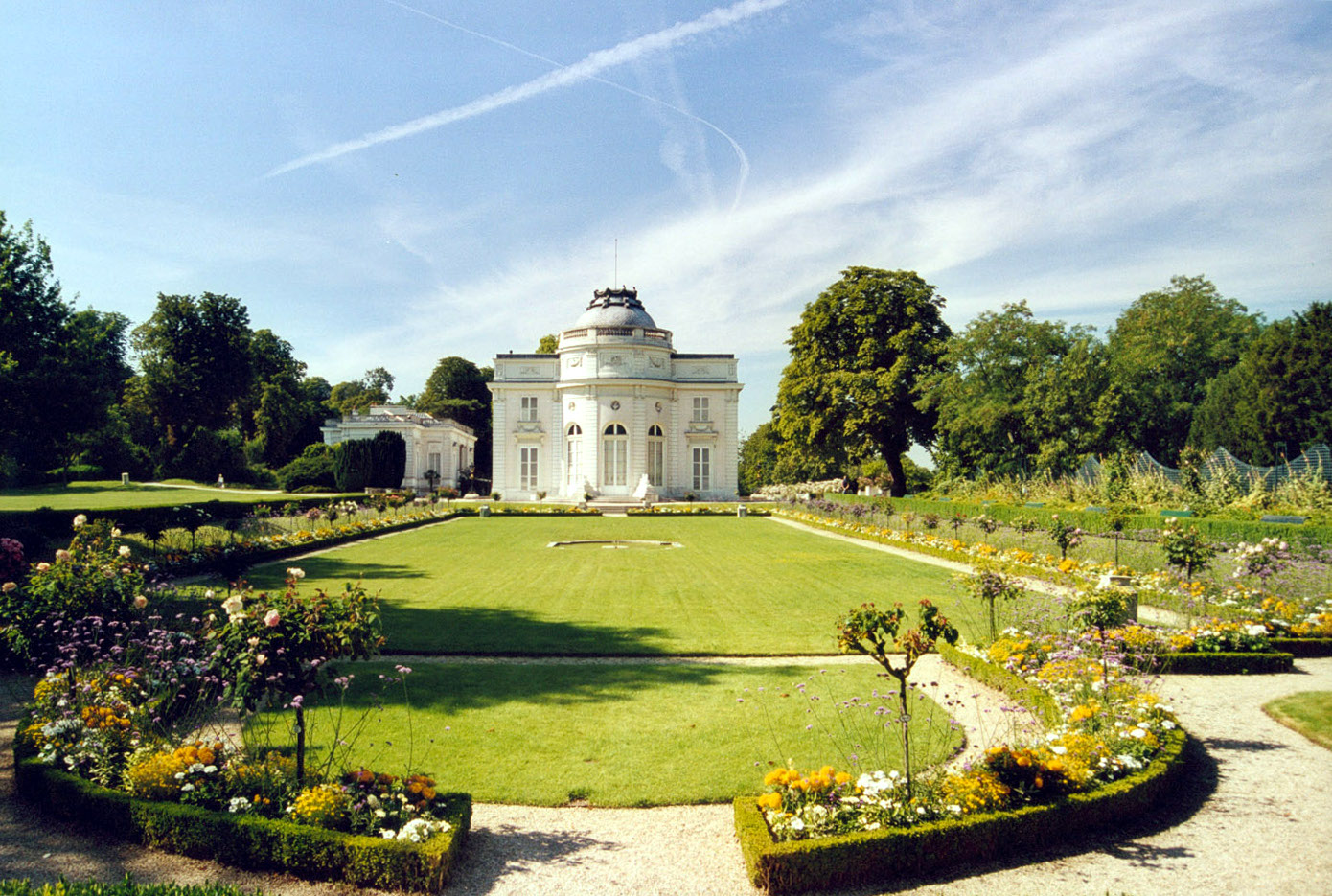
Le pavillon de Bagatelle

Le comte d'Artois oublie parfois que ses simples gardes sont déjà des officiers. Un jour de l’été 1777, il parie 100 000 livres contre sa belle-sœur, la reine Marie-Antoinette. L’enjeu est qu’il peut se faire construire en deux mois le pavillon de Bagatelle, au cœur du bois de Boulogne. Les gardes suisses se retrouvent employés comme de vulgaires manœuvres. 
Presque tous les gardes du corps de sa compagnie, depuis le simple deuxième classe, sont nobles. Il existe quelques faussaires, mais Jean-Paul Bertaud constatera que les 9/10e des officiers français des régiments de ligne sont nobles avant 1789. Il parle de l’ensemble des régiments et pas uniquement de la Maison militaire du roi de France ou de celles de ses frères. Comme le souligne François Bluche « dans les grandes familles… on débute en qualité de volontaire - à quatorze ou quinze ans – dans une compagnie d’élite de la maison du roi », Certains d’entre eux sont issus de l’académie ou des écoles militaires où il faut prouver devant les d’Hozier, et d’autres juges d’armes de France,  quatre degrés de noblesse. D’autres gentilshommes,  reçus sur preuves comme pages de la chambre du Roi, de la Reine, de la Dauphine, du duc d’Orléans, de la vènerie du roi, de la grande écurie, de la petite écurie, y sont éduqués et permet à la majorité de servir dans la Maison du roi. Certes, une partie des gardes sont issus de la toute petite noblesse de Versailles, du Languedoc ou du Périgord, mais ils sont là car leurs pères ont servi le roi avec ce dévouement digne des Romains, dont témoignait Voltaire, dans son Précis du siècle de Louis XV. Quelques officiers s’étant distingués à la guerre sont parfois acceptés dans leurs rangs, mais ils doivent obligatoirement être d’une famille honorablement connue et d'une grande taille. Des auteurs vont plus loin sous le règne de Louis XVI. Le chevalier d’Arc, dans ses écrits, et l’édit de Ségur du 22 mai 1781 exigent des officiers 4 quartiers de noblesse. Cette notion de quartier est une notion relativement nouvelle en France. Mais, dans la Maison militaire du roi de France Louis XVI (1754-1793), en 1775, une ordonnance oblige les officiers à apporter la preuve de 200 ans de noblesse pour obtenir la charge d'officier, et de justifier de 4 quartiers de noblesse pour être simple garde. Les officiers des compagnies de gardes sont presque tous des membres de la haute noblesse.

## Après 1789

### La Révolution
Le 14 juillet 1789, le comte d'Artois passe en revue les régiments de Bouillon et de Nassau à Versailles. Comme d’habitude, les soldats, pour la plupart étrangers et qui le considèrent comme un des leurs, l’acclament. Ce prince est un excellent cavalier, aime porter l’uniforme et les parades militaires. Cet admiration n’est en rien partagée par  les Parisiens et une autre partie de l’armée qui très souvent le détestent. Le comte d'Artois ne veut pas le croire. Quand la Bastille est prise le duc François Alexandre Frédéric de La Rochefoucauld-Liancourt lui dit :

« Monseigneur, votre tête est mise à prix, j’ai vu l’affiche de cette terrible proscription. »

Le roi tient un conseil extraordinaire le lendemain du 14 juillet 1789, et il a décidé d’éloigner au plus vite son frère. À l’Assemblée le lendemain, une partie des députés crient :

« Vive le Roi… en dépit de vous Monseigneur et de vos opinions ! »

### L’émigration
Le frère du roi doit fuir vers la Belgique avec un passeport de La Fayette. La plupart de ses gardes ne  l’accompagnent pas. À Valenciennes, le comte d'Artois est reconnu par la garnison et le prince Esterhazy, commandant de la place doit le faire escorter par deux cents cavaliers jusqu'à la frontière. Il existe désormais en France une hostilité grandissante entre les officiers et les dernières unités fidèles au roi et les soldats ou sous-officiers favorables à la Révolution, désireux de devenir les cadres d’une armée nouvelle. Très rapidement les officiers favorables à l’Ancien Régime vont être éliminés, mis à la retraite dans le meilleur des cas. Les compagnies de gardes du corps  du comte d'Artois sont supprimées officiellement le 25 juin 1791.
Ceux des gardes du corps qui l’accompagnent en émigration sont plus ou moins régulièrement soldés, mais partagent la mauvaise fortune de leurs maîtres. Les mémoires du temps nous disent que le baron de Roll, capitaine des gardes va empêcher son prince de débarquer et se commander les Vendéens et les chouans.

### Restauration
Dès 1814, le comte d'Artois retrouve une nouvelle et véritable garde d'honneur.